# مینامی-کو، نیگاتا
مینامی-کو (به لاتین: Minami-ku) یک منطقهٔ مسکونی در ژاپن است که در نیگاتا واقع شده‌است. می‌نامی-کو ۱۰۰٫۹۱ کیلومتر مربع مساحت و ۴۵٬۴۰۸ نفر جمعیت دارد.